# Bushwick
Bushwick – dzielnica (neighborhood) w północnej części Brooklynu, w Nowym Jorku. Graniczy z dzielnicami: od południowego zachodu z East Williamsburg, od południowego wschodu z dzielnicą Ridgewood należącą do Queensu oraz od południowego zachodu z Bedford-Stuyvesant.